# Водовозов, Юрий Александрович
Юрий Александрович Водовозов (19 января 1982) — белорусский футболист, полузащитник, тренер.

## Биография
Начал играть на взрослом уровне в 2000 году в системе минского «Динамо». За несколько лет сыграл 36 матчей (4 гола) за фарм-клуб «Динамо-Юни» в первой лиге и 26 матчей (3 гола) в первенстве дублёров. В 2002 году начал выступать за основную команду «Динамо», в следующем сезоне стал бронзовым призёром чемпионата Беларуси (сыграл 9 матчей) и обладателем Кубка страны (в финальном матче остался в запасе). Участвовал в матчах Кубка УЕФА. Часть сезона 2003 года провёл на правах аренды в «Нафтане», а в 2004 году играл за аутсайдера высшей лиги «Локомотив» (Витебск).
В 2005 году перешёл в клуб «Славия-Мозырь», с которым занял место в зоне вылета. В следующем сезоне играл в высшей лиге за «Локомотив» (Витебск) и в первой лиге за «Сморгонь». В 2007 году с минским «Локомотивом» стал бронзовым призёром первой лиги и заслужил право на выход в высшую, в следующем сезоне вместе с командой вылетел обратно. С 2009 года до конца профессиональной карьеры играл в первой лиге за «ДСК-Гомель» и «СКВИЧ» (новое название минского «Локомотива»). С гомельским клубом стал полуфиналистом Кубка Беларуси 2009/10.
Всего в высшей лиге Беларуси сыграл 85 матчей и забил 4 гола.
В 2014—2016 годах входил в тренерский штаб клуба «Смолевичи». В августе 2015 года в одной игре в первой лиге исполнял обязанности главного тренера. С декабря 2016 года работал с юношескими командами «Динамо» (Брест), также возглавлял филиал в Александрии.
В 2019 году получил тренерскую лицензию «А».

## Достижения
- Бронзовый призёр чемпионата Беларуси: 2003
- Обладатель Кубка Беларуси: 2002/03